# Route départementale 18 (Charente-Maritime)
Pour les articles homonymes, voir Route départementale 18.
La route départementale 18 du réseau routier départemental de la Charente-Maritime relie Saint-Just-Luzac à Saint-Jean-d'Angély.
Cette route, transversale à plusieurs grands axes routiers du département, fait partie des « routes départementales de première catégorie » telles que définies dans le Schéma Routier Départemental adopté en 2008 par le conseil général.

## Itinéraire
- Saint-Just-Luzac
- Saint-Jean-d'Angle
- Champagne
- Pont-l'Abbé-d'Arnoult
- Giratoire du Fief de Foye (commune de Saint-Sulpice-d'Arnoult)
- La Charrie (commune de Romegoux)
- Frichebois (commune de Geay)
- Le Mung
- Saint-Savinien
- Taillant
- Bignay
- Saint-Jean-d'Angély